# Vyzhaker
Vyzhaker (ryska: Kochev’ye Vyzhaker) är en ort i Azerbajdzjan.   Den ligger i distriktet Lerik Rayonu, i den södra delen av landet, 230 km sydväst om huvudstaden Baku. Vyzhaker ligger 1 014 meter över havet och antalet invånare är 284.
Terrängen runt Vyzhaker är kuperad åt nordost, men åt sydväst är den bergig. Vyzhaker ligger nere i en dal. Närmaste större samhälle är Hamarat, 4,1 km nordost om Vyzhaker. 
Trakten runt Vyzhaker består i huvudsak av gräsmarker. Runt Vyzhaker är det ganska tätbefolkat, med 129 invånare per kvadratkilometer.